# Diccionari llenguadocià-francès
El Diccionari llenguadocià-francès (originàriament Dictionnaire languedocien-français) de Pèire Agustin Boissier de Sauvages és una de les principals obres lexicogràfiques occitanes de l'època moderna, que va servir com a obra de referència per als autors occitans del segle xix, abans de l'aparició el 1846 del diccionari Provençal-Francès de Simon Juda Onorat, i del Tresor del Felibrige, de Frederic Mistral, publicat el 1878. N'hi va haver 3 edicions, la 1a edició a Nimes, per l'editor Michel Gaude, 1756; una 2a edició augmentada seguida per un recull de proverbis i refranys, de 1785, Nimes, per l'editor Gaude, père, fils et Cie, en 2 volums, i una 3a reedició a Alès, el 1820, en 2 vol.